# Осенняя соната
«Осе́нняя сона́та» (швед. Höstsonaten) — фильм-драма шведского режиссёра Ингмара Бергмана 1978 года. Фильм был снят в Норвегии, так как в то время у Бергмана были проблемы с налоговыми органами Швеции.

## Замысел и художественный мир фильма
В своей книге «Картины» Бергман писал: «Я хочу сделать фильм о матери-дочери, дочери-матери, и на эти две роли я должен взять Ингрид Бергман и Лив Ульман — их, и только их…». Голливудская звезда и однофамилица режиссёра Ингрид Бергман никогда прежде не работала с великим Ингмаром Бергманом (фильм «Осенняя соната» стал одним из её последних фильмов). Лив Ульман после этой картины надолго перестала играть в фильмах Бергмана (вплоть до «Сарабанды»).
В своём фильме Бергман исследует тему взаимного непонимания родных. В «Картинах» он пишет: «В конце концов дочь рожает мать <…> Мысль о том, что Хелена <в окончательном варианте — Эва> рожает мать, довольно путаная, и, к сожалению, я её отбросил. Ведь персонажи следуют собственной логике. Раньше я пытался их обуздать и наставить, но с годами поумнел и научился разрешать им вести себя, как им захочется. Это привело к тому, что ненависть сцементировалась: дочь не может простить мать. Мать не может простить дочь. Прощение — в руках больной девочки». Любить и прощать в фильме умеют лишь страдающие, слабые люди.
Кармалова Е. Ю. и Костенко Е. В. отмечают: «Мир „Осенней сонаты“ — сорокового фильма Бергмана — выглядит неправдоподобно спокойным. Дом на живописном побережье; четыре действующих лица — члены одной семьи, будто бы любящие и уважающие друг друга. Ева, её сестра Елена и муж Виктор принимают у себя в гостях Шарлотту, мать сестер, которая не навещала их семь лет. Внешне все рады встрече, но эта обманчивая идиллия — вступительный аккорд к любой „камерной драме“. Внутренний конфликт проявляется тогда, когда мать и дочь вместе играют Шопена».

## Сюжет
Эва (Лив Ульман), жена деревенского пастора, приглашает к себе в гости свою мать, Шарлотту (Ингрид Бергман), с которой не встречалась уже семь лет. Её мать — всемирно известная пианистка, женщина талантливая, эгоистичная, стареющая, похоронившая нескольких мужей. Эва не столь талантлива, как мать, хотя тоже неплохо играет на фортепиано, написала две книги; но главное её призвание — быть хозяйкой дома, женой, матерью и любящей сестрой. При этом всё в её жизни складывается несчастливо: мужа она очень уважает, но не любит по-настоящему, их сын утонул в четырёхлетнем возрасте (и незажившая рана, как и прежде, не даёт покоя), да и мать никогда не любила её. Эва забирает из больницы свою страдающую параличом сестру Хелену (Лена Нюман), речь которой понимает лишь Эва.
Присутствие младшей дочери в доме шокирует мать. Она любезно говорит с больной, выслушивает в исполнении Эвы прелюдию № 2 ля минор Шопена и тут же играет её сама — так, как, по её мнению, надо это делать. Перед сном довольно холодно размышляет о дочери, спокойно решает сделать ей дорогой подарок. Ночью Шарлотта просыпается от кошмара: ей кажется, будто Эва душит её. Она встаёт, выходит в гостиную и видит там Эву, которая тоже не спит.
Мать и дочь выясняют отношения, раскрывая перед зрителем свою прожитую жизнь. Виктор, муж Эвы, слышит эту истерику, но разумно не вмешивается в неё. Слышит этот отчаянный разговор и больная, которая выкарабкивается из кровати, ползёт по лестнице к Эве и Шарлотте, выкрикивая: «Мама, приди ко мне!»
Утром Шарлотта уезжает. Эва идёт на кладбище, где похоронен сын, а пастор тщетно пытается успокоить Хелену. Шарлотта, уже покинув дом дочери, беседует в поезде со своим давним другом импресарио Полем — и невзначай вновь высказывает, безо всякого лицемерия, свою нелюбовь к детям. Между тем Эва пишет матери письмо, из которого видно, что за её гневом и ненавистью скрывалась сильная безответная любовь к матери.

## В ролях
- Ингрид Бергман — Шарлотта Андергаст
- Лив Ульман — Эва
- Лена Нюман — Хелена
- Халвар Бьёрк[англ.] — Виктор
- Марианна Аминофф — секретарь Шарлотты
- Арне Банг-Хансен — дядя Отто
- Гуннар Бьёрнстранд — Поль
- Эрланд Юзефсон — Йозеф
- Мими Поллак — учительница фортепиано
- Георг Лёккеберг — Леонардо
- Линн Ульман — Эва в детстве

## Награды и номинации

### Награды
- 1979 — Премия «Давид ди Донателло»
  - Лучшая зарубежная актриса — поделили Ингрид Бергман и Лив Ульман
- 1979 — Премия «Золотой глобус»
  - Лучший зарубежный фильм
- 1978 — Премия Национального совета кинокритиков США
  - Лучшая актриса — Ингрид Бергман
  - Лучший режиссёр — Ингмар Бергман
  - Лучший зарубежный фильм

### Номинации
- 1979 — Премия «Оскар»
  - Лучшая актриса — Ингрид Бергман
  - Лучший оригинальный сценарий — Ингмар Бергман
- 1979 — Премия «Сезар»
  - Лучший зарубежный фильм — Ингмар Бергман
- 1979 — Премия «Золотой глобус»
  - Лучшая драматическая актриса — Ингрид Бергман

## Музыка
- Фредерик Шопен: «Прелюдия № 2a, a-moll». Исполнитель Käbi Laretei
- Иоганн Себастьян Бах: «Сюита № 4, Es-dur». Исполнитель Claude Genetay
- Георг Фридрих Гендель: «Соната F-dur, Opus 1». Исполнители Frans Brüggen, Gustav Leonhardt и Anner Bylsma